# تشارلز تاليافيرو
تشارلز تاليافيرو (بالإنجليزية: Charles Taliaferro)‏ هو فيلسوف أمريكي، ولد في 25 أغسطس 1952 في نيويورك في الولايات المتحدة.